# Andrena altaica
Andrena altaica är en biart som beskrevs av Lebedev 1932. Andrena altaica ingår i släktet sandbin, och familjen grävbin. Inga underarter finns listade i Catalogue of Life.